# Adolphe Poult
Pour les articles homonymes, voir Poult.
Adolphe Poult, né le 15 juin 1895 à Montauban et mort noyé le 3 mars 1930 dans la même ville, est connu pour s'être illustré lors des inondations de mars 1930 dans le bassin du Tarn, en sauvant des dizaines de personnes avant de mourir noyé.

## Biographie
Adolphe Martin Charles Gervais Poult naît en 1895 à Montauban, fils de Jean Émile Poult, pâtissier, et de Fanny Berthe Meuly, son épouse.
Fils du patron de la biscuiterie montalbanaise Poult, le jeune Adolphe s'est illustré durant l'inondation dite « du siècle », en mars 1930. Avec son ami René Bousquet, ils sauvent, à bord d'un simple canoë sur le Tarn en crue, des dizaines de personnes de la noyade. Après une journée presque complète à sauver des vies, c'est au cours de l'un de ces sauvetages qu'Adolphe Poult trébuche dans les flots tumultueux et ne peut revenir vers sa barque. Il meurt noyé, à l'âge de 34 ans.
Une place porte son nom à Montauban, où un buste lui rend hommage.